# Pedro Aguado Moreno
Pedro Aguado Moreno (Madrid, 2 d'abril de 1974) és un exfutbolista madrileny, que ocupà la posició de migcampista organitzador.

## Trajectòria
Es va formar a les categories inferiors del Rayo Vallecano. Debuta amb el primer equip jugant tres partits de la temporada 93/94 en la màxima categoria, tot i que el gros de la temporada el passaria al Talavera CF. A l'any següent marxa a la UD San Sebastián de los Reyes, on és titular dos anys a la Segona B.
L'estiu de 1997 fitxa pel CF Fuenlabrada i a la campanya següent pel Córdoba CF. Amb l'equip andalús aconseguiria l'ascens a Segona Divisió el 1999. La 99/00 la juga a la categoria d'argent, sumant 38 partits i 4 gols.
La temporada 00/01 recala a la SD Compostela. En tres anys que roman a l'equip gallec, viu un descens i un ascens de categoria, tot jugant més d'un centenar de partits. La temporada 03/04 la inicia a les files del CD Leganés, però la comença al Burgos CF. A l'equip castellanolleonès també hi és titular, disputant 35 partits.
Després de dues temporades a l'AD Alcorcón, a l'estiu del 2006 fitxa pel CD Móstoles de la Tercera madrilenya. A l'any següent s'incorpora a l'AD Villaviciosa de Odón, del mateix nivell.